# Selvaggia Quattrini
Selvaggia Quattrini, pseudonimo di Selvaggia Appignani (Roma, 25 giugno 1975), è un'attrice, doppiatrice e direttrice del doppiaggio italiana.

## Biografia

### Carriera da attrice
Figlia dell'attrice Paola Quattrini e di Luciano Appignani, dopo il debutto nel 1983 in teatro ha ottenuto i suoi primi ruoli nel cinema e in televisione nei film del 1997 Marianna Ucrìa e Cuori perduti e nelle miniserie TV La dottoressa Giò e La dottoressa Giò 2.
In seguito ha preso parte ad altri numerosi lavori televisivi, tra cui: Oscar per due e l'episodio Ritorno di fiamma della miniserie in sei puntate Avvocati (entrambi del 1998), Incantesimo 5 (2002), Incantesimo 6 (2003) e la miniserie in due puntate Pompei (2007). Nel 2003 ha interpretato il ruolo di Francesca nel film Gli angeli di Borsellino e nel 2005 quello di Gilberta nel film di Pupi Avati, Ma quando arrivano le ragazze?. Nel 2013 è entrata come nuovo personaggio a CentoVetrine nel ruolo di Oriana (direttrice di un carcere).

### Carriera da doppiatrice
Molto intensa la sua attività di doppiatrice: ha dato voce ad attrici quali Halle Berry, Paz Vega, Jennifer Love Hewitt, Rebecca Mader in Lost e molte altre. Ha prestato più volte la propria voce al personaggio di Lana Lang: prima in Smallville (interpretata da Kristin Kreuk di cui Selvaggia diverrà voce italiana prevalente), poi nel ridoppiaggio della versione estesa di Superman (Diane Sherry), infine in Superman & Lois (Emmanuelle Chriqui). Ha doppiato anche la Principessa Fiona nella saga di Shrek.
Nel luglio 2008 ha vinto il premio Leggio d'oro voce cartoon.

## Filmografia

### Cinema
- Marianna Ucrìa, regia di Roberto Faenza (1997)
- Cuori perduti, regia di Teresio Spalla (2003)
- Gli angeli di Borsellino, regia di Rocco Cesareo (2003)
- Ma quando arrivano le ragazze?, regia di Pupi Avati (2005)
- Abbraccialo per me, regia di Vittorio Sindoni (2016)

### Televisione
- Come prima, meglio di prima, regia di Luigi Squarzina (1996)
- La dottoressa Giò, regia di Filippo De Luigi – miniserie TV (1997)
- La dottoressa Giò 2, regia di Filippo De Luigi (1998)
- Oscar per due, regia di Felice Farina – film TV (1998)
- Avvocati, regia di Giorgio Ferrara - Episodio 5: Ritorno di fiamma – miniserie TV (1998)
- Fine secolo, regia di Gianni Lepre – miniserie TV (1999)
- Non lasciamoci più 2, regia di Vittorio Sindoni – miniserie TV (2001)
- Una donna per amico 3, regia di Alberto Manni e Marcantonio Graffeo – miniserie TV (2001)
- Incantesimo 5 e 6, regia di Alessandro Cane e Leandro Castellani e Tomaso Sherman – soap opera (2002-2003)
- Un papà quasi perfetto, regia di Maurizio Dell'Orso – miniserie TV (2003)
- Il capitano, regia di Vittorio Sindoni – miniserie TV (2005)
- Pompei, regia di Giulio Base – miniserie TV (2007)
- Zodiaco, regia di Eros Puglielli – miniserie TV (2008)
- Tutta la verità, regia di Cinzia TH Torrini – miniserie TV (2009)
- Viso d'angelo, regia di Eros Puglielli (2011)
- Che Dio ci aiuti, episodio 10 "La bambina ritrovata", regia di Francesco Vicario (2011)
- Rex 5, episodio 8 "Blackout", regia di Andrea Costantini (2012)
- CentoVetrine, in onda nel 2013
- Una villa per due, regia di Fabrizio Costa – film TV (2014)
- Don Matteo, regia di Daniela Borsese - Fiction TV (2016)

## Teatro
- Le notti bianche di Fëdor Dostoevskij, adattamento e regia di Lorenzo Salveti (2007)[4]

## Doppiaggio

### Film
- Sienna Miller in American Sniper, La legge della notte, The Loudest Voice - Sesso e potere, American Woman, City of Crime, Horizon: An American Saga - Capitolo 1
- Paz Vega in Lucía y el sexo, Solo mia, Per amare Carmen, Triage
- Keira Knightley in Sognando Beckham, Domino, La duchessa
- Rebecca Hall in Frost/Nixon - Il duello, The Town, Iron Man 3
- Frances O'Connor in Windtalkers, The Conjuring - Il caso Enfield
- Kristin Kreuk in EuroTrip, Street Fighter - La leggenda
- Amy Adams in Underdog - Storia di un vero supereroe
- Kristen Wiig in Ghostbusters, Whip It, Wonder Woman 1984
- Sally Hawkins in Fiore del deserto, Wonka
- Michelle Williams in I segreti di Brokeback Mountain
- Halle Berry in Monster's Ball
- Sarah Silverman in Un milione di modi per morire nel West
- Emma Fitzpatrick in Before We Go
- Kristen Bell in CHiPs
- Jayma Mays in Barry Seal - Una storia americana
- Daniella Alonso in Il superpoliziotto del supermercato 2
- Luiza Mariani in Il cuore criminale delle donne
- Reese Witherspoon in L'importanza di chiamarsi Ernest
- Jenna Fischer in Blades of Glory - Due pattini per la gloria
- Jennifer Love Hewitt in Lo smoking
- Andrea Riseborough in Doppio gioco
- Taylor Schilling in Ho cercato il tuo nome
- Meagan Good in Venom
- Kelly Hu in Amici x la morte
- Julia Stiles in Il grido della civetta
- Angie Cepeda in Pantaleón e le visitatrici
- Maria Bello in Shattered - Gioco mortale
- Bonnie Bentley in Alex Cross - La memoria del killer
- Laura Brent in La vedova Winchester
- Collette Wolfe in Young Adult
- Mary Lynn Rajskub in Sunshine Cleaning
- Gina Holden in Saw 3D
- Agata Buzek in Redemption - Identità nascoste
- Toni Collette in Tammy
- Alexis Bledel in Botte di fortuna
- Jordana Spiro in Trespass
- Freida Pinto in The Millionaire
- Elizabeth Banks in Una notte in giallo
- Julie Gayet in AAA genero cercasi
- Fafá Rennó in La parte della sposa
- Jolanda van den Berg in IHostage

### Film d'animazione
- Principessa Fiona in Shrek, Shrek 3-D, Shrek 2, Shrek terzo e Shrek e vissero felici e contenti
- Bertie in Barbie - La principessa e la povera
- Kusmi in The Sky Crawlers - I cavalieri del cielo
- Jeanette in Alvin Superstar 2
- Jessica in Scooby-Doo! Paura al campo estivo
- Chloe in Pets - Vita da animali e Pets 2 - Vita da animali
- Mrs. Bucket in Tom & Jerry: Willy Wonka e la fabbrica di cioccolato[5]
- Molly Su in Next Gen
- Suki in Sing 2 - Sempre più forte

### Serie televisive
- Marta Torné in El internado, Velvet Collection
- Sabrina Garciarena in Terra ribelle, Terra ribelle - Il nuovo mondo
- Susan Misner in Person of Interest
- Nikki DeLoach in Diario di una nerd superstar
- Kristin Kreuk in Smallville, Beauty and the Beast, Reacher
- Ruth Wilson in The Affair - Una relazione pericolosa
- Nadia de Santiago in Las chicas del cable
- Carla Pandolfi in Violetta
- Maggie Siff in Sons of Anarchy
- Jaimie Alexander in Kyle XY
- Maria Canals-Barrera in Cristela
- Rebecca Mader in Lost
- Cameron Richardson in Harper's Island
- Annie Parisse in Compagni di università
- Kate Siegel in The Haunting
- Courtney Henggeler in The Big Bang Theory
- Sarah Paulson in Ratched
- Odette Annable in Dr. House - Medical Division
- Lexa Doig in Arrow
- Jennifer Riker in Black Lightning
- Alycia Debnam-Carey in  The 100
- Marta Larralde in  Grand Hotel
- Andrea Brooks in Quando chiama il cuore
- Emmanuelle Chriqui in Superman & Lois
- Alexa Davalos in FBI: Most Wanted
- Silvia Acosta in Un altro domani
- Paula Malcomson in Ray Donovan
- Natalie Paul in The Deuce - La via del porno
- Elena Goode in Pretty Little Liars: Original Sin
- Özge Özder in Il dottor Alì
- Samantha Walkes in Alex Cross
- Margarita Levieva in Daredevil - Rinascita

### Miniserie TV
- Kristin Kreuk in La leggenda di Earthsea
- Paz Vega in Maria di Nazaret
- Shannon Lucio in Radici
- Denise Gough in Titanic - Nascita di una leggenda
- Marie-Josée Croze in La Certosa di Parma
- Sarah Paulson in Mi sposo a Natale
- Kiele Sanchez in Piccoli delitti tra amici
- Lindsay Ames in Io & Luke
- Maisie Dimbleby in I cacciatori di conchiglie
- Kate Siegel in Midnight Mass

### Film TV
- Sarah Paulson in Miracolo a novembre
- Anna Paquin in L'ultimo pellerossa

### Soap opera e telenovelas
- Susanne Gärtner in Julia - La strada per la felicità
- Diana Chaves in Legàmi
- Celia Freijeiro in Sei sorelle
- Silvia Acosta in Un altro domani

### Serie animate
- Claudette Dupri la volpe e Miss Cougar il puma in New Looney Tunes
- Kelly in Manny tuttofare
- Jeanette in Alvinnn!!! e i Chipmunks
- Luminara Unduli in Star Wars: The Clone Wars
- Nana Osaki in Nana
- Thorn, Delilah Blake in Scooby-Doo! Mystery Incorporated
- Madame Isabella in The Promised Neverland
- L'Imperatrice in Adventure time
- Eda Clawthorne in The Owl House - Aspirante strega
- Cala Maria in La serie di Cuphead!
- Zia Brandy in Bluey
- Jabberjaw in Jellystone
- May Parker in Il vostro amichevole Spider-Man di quartiere